# Kai Besar
Kai Besar – wyspa w Indonezji na Morzu Banda; należy do wysp Kai w archipelagu Moluków; powierzchnia 549,7 km².